# Kolarstwo BMX na Igrzyskach Azjatyckich 2018
Kolarstwo BMX na Igrzyskach Azjatyckich 2018 – jedna z dyscyplin rozgrywana podczas igrzysk azjatyckich w Dżakarcie i Palembangu. Zawody odbyły w dniu 25 sierpnia w Pulomas International BMX Center w stolicy Indonezji. Do rywalizacji w dwóch konkurencjach przystąpiło 24 zawodników z 8 państw.

## Uczestnicy
W zawodach wzięło udział 24 zawodników z 8 państw.
| Reprezentacja    | Liczba zawodników |
| ---------------- | ----------------- |
| Chiny            | 4                 |
| Filipiny         | 3                 |
| Indonezja        | 5                 |
| Japonia          | 3                 |
| Korea Południowa | 2                 |
| Malezja          | 1                 |
| Tajlandia        | 5                 |
| Timor Wschodni   | 1                 |
| 8 reprezentacji  | 24                |

## Medaliści
| Konkurencja     | Złoto              | Srebro                   | Brąz                  |       |
| --------------- | ------------------ | ------------------------ | --------------------- | ----- |
| Zawody mężczyzn | Yoshitaku Nagasako | I Gusti Bagus Saputra    | Daniel Patrick Caluag | [ 3 ] |
| Zawody kobiet   | Zhang Yaru         | Chutikan Kitwanitsathian | Wiji Lestari          | [ 4 ] |

## Tabela medalowa
| Pozycja | Reprezentacja | Złoto | Srebro | Brąz | Razem |
| ------- | ------------- | ----- | ------ | ---- | ----- |
| 1.      | Chiny         | 1     | 0      | 0    | 1     |
| 1.      | Japonia       | 1     | 0      | 0    | 1     |
| 3.      | Indonezja     | 0     | 1      | 1    | 2     |
| 4.      | Tajlandia     | 0     | 1      | 0    | 1     |
| 5.      | Filipiny      | 0     | 0      | 1    | 1     |
| Razem   | Razem         | 2     | 2      | 2    | 6     |